# Kummukh

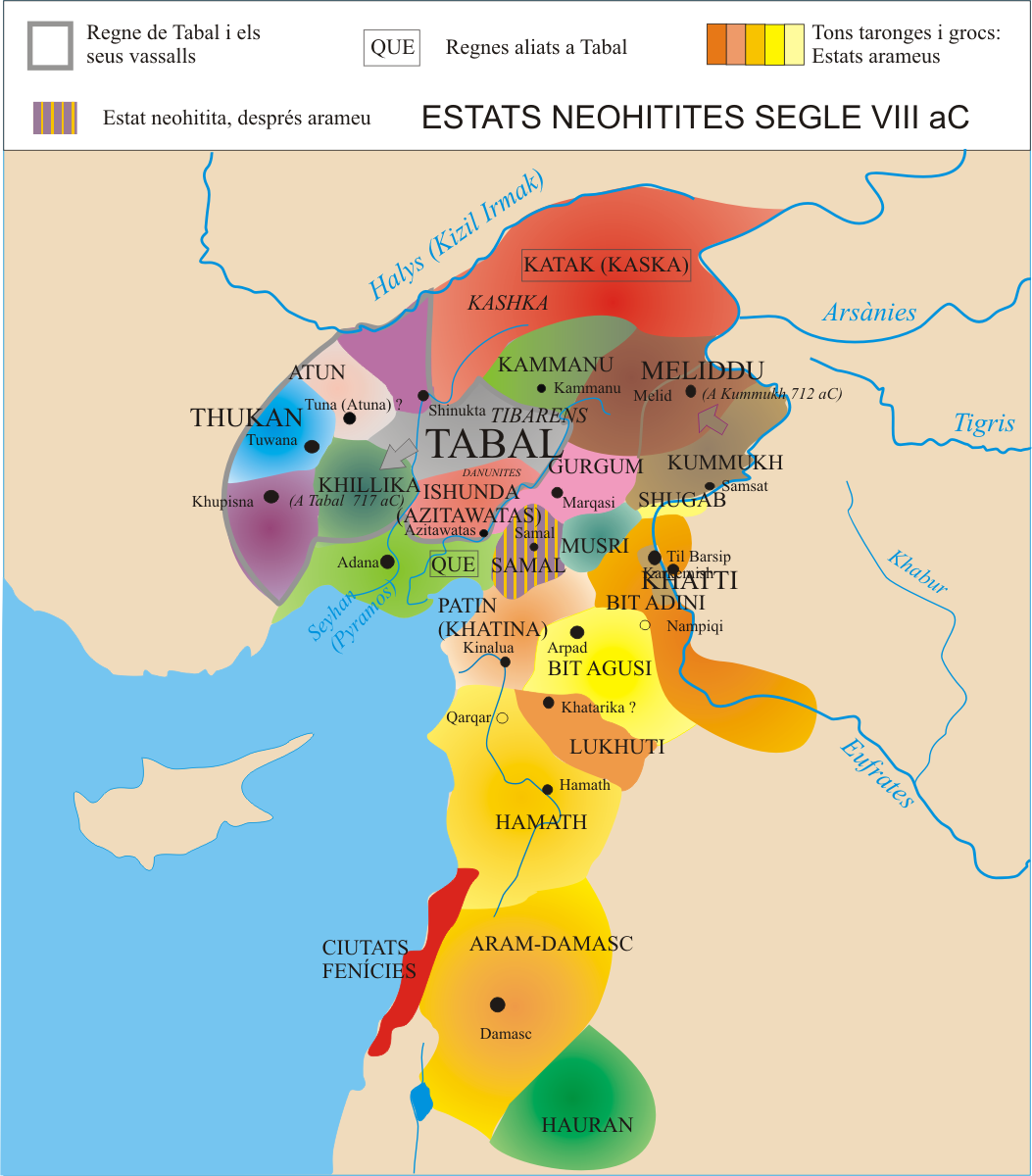
estats neohitites al

Kummukh (també pot aparèixer com a Kummuh, Kummukhi, Kummuy) va ser un antic regne a la regió de Commagena, un dels estats neohitites.

## Història
El rei d'Assíria Teglatfalassar I (1115 aC a 1076 aC) en la seva primera campanya al primer any de regnat va organitzar una expedició al país d'Alzi o Alze i al país de Purukkuzu o Puruluniz contra els muskhi, (després serien coneguts amb el nom de frigis) que ocupaven aquests territoris en aliança amb bandes dels kashka (possibles ancestres dels circassians). Portaven uns cinquanta anys assentats sobre el terreny quan el rei els va expulsar però es van dirigir al país de Kummukh (Commagene). Els assiris van creuar el territori salvatge del mont Kashiari, cap al Tigris superior, arribant a Kummukh a través de Shubartu i Chatti (Jatti o Khatti), i van xocar amb una força de 20.000 muskhi manats per cinc prínceps. Teglatfalassar I els va derrotar totalment, i les cròniques parlen de què "la sang cobria els cims de les muntanyes i les valls". Els assiris van matar uns 14.000 muskhi i van amuntegar els caps de les víctimes al voltant de les ciutats enemigues, i van estendre la repressió per tot el país de Kummukh. Sis mil muskhi van ser enviats presoners a Assíria. Tot i haver lliurat a Kummukh de la invasió dels muskhi, el rei neohitita d'aquest país no va pagar el tribut i això va portar una sèrie de lluites. El rei va assolar el país i els habitants van fugir a Sherishe (Shiresh) creuant el Tigris, que van fortificar, i van fer aliança amb la gent de Qurkhi. La guerra va seguir i el rei Kili-Teshub, fill i successor de Kali-Teshub conegut com a Sarupi o Irrupi, va caure presoner. Els kummukhis van tornar a creuar el Tigris i els assiris es van dirigir contra la fortalesa d'Urrakhinash a les muntanyes de Panari, d'on els seus habitants ja havien fugit a les muntanyes amb les seves possessions i ramats, i les estàtues dels seus deus; el rei Shadi-Teshub (que és anomenat fill d'Hatushar) va demanar clemència al sobirà assiri que, a diferència del que era habitual, li va fer gràcia de la seva vida, i el va tenir amb la seva família com a ostatge; el país va entregar un tribut en objectes de bronze i plata, i 120 esclaus amb ramats. Aquestos fets són confosos: alguns historiadors pensen que no es refereixen a Commagene, que no s'estenia fins a l'Eufrates, sinó als gordians o kuryi (en comptes de kummuy) i anomenen al rei Kalinturu fill de Kalinturu I àlies Irrupi o Sarupi, i al següent rei Shadiantinu. D'altra banda els noms clarament hitites dels reis indicaria que els sobirans de Kummukh eren descendents dels reis hitites i la seva autoritat s'estenia no sols a la part a l'oest de l'Eufrates sinó fins al Tigris superior, tot i que l'haurien perdut en gran part durant 50 anys a mans dels muskhi. El rei va seguir la campanya i va sotmetre tot seguit el país de Mildish (Malatya), on també va combatre els muskhi, fos que també ocupaven la zona o que s'hi havien desplaçat després de la seva derrota. Mildish estava a la zona del mont Aruna a l'oest de l'Eufrates i a l'oest d'Alzi i Purukkuzu.
A la segon campanya (segon any de regnat) el rei Teglatfalassar I va devastar altre cop el país de Kummukh. La crònica diu que la terra de Kummukhi (Kammukh al text) havia estat subjugada i afegida al territori assiri; la devastació aquesta segona vegada sembla que era deguda a algun intent de revolta doncs es diu "el rei va aplanar als desobedients, i va superar l'oposició trobada al seu pas pel país".
Assurnasirpal II (884 aC-859 aC) rei d'Assíria va iniciar una invasió a la frontera, contra els territoris que ocupaven els luvites, i va sotmetre Kummukh que va pagar tribut. Entre els anys 882 aC i 865 aC la Commagena i part de la regió de Diyarbekir van passar a dependre d'Assíria. Salmanassar III (859 aC - 824 aC) va travessar l'Eufrates i va cobrar tribut "de tots els regnes de l'altre costat del riu", entre ells Kummukh
El rei d'Urartu Sarduri II (ca. 753 aC a 735 aC), va conduir una campanya contra el regne de Kummukh per combatre al rei Kustashpili, que era independent i "cap rei no rebia d'ell cap tribut". La crònica diu ""Vaig marxar contra el país de Qumakha (Kummukh), vaig lluitar i va caure a les meves mans la ciutat reial d'Utia, que estava fortificada, la ciutat reial de Khalpa, protegida per un llac, i em vaig aproximar a la ciutat reial de Parala. El rei Kustashpili es va presentar davant meu i em va retre homenatge, i jo li vaig fixar un tribut". El rei de Kummukh li va entregar 45 mines d'or, 800 mines de plata, 3.000 peces de roba, 2.000 escuts de bronze, i 1.535 vasos de bronze. Urartu, des d'aquella posició, va seguir combatent contra Assíria.
El rei d'Assíria Teglatfalassar III (741 aC-724 aC) va iniciar la lluita pels districtes fronterers que s'havien sotmès a Urartu. Va atacar Arpad al nord d'Alep. Sarduri hi va acudir amb forces pròpies i dels seus aliats de Kummukh, Malatya (Melitalqi) i Gurgum, Teglatfalassar III el va derrotar a Rumqala, a la vora de l'Eufrates. Les regions del Diyarbekir, Bohtan, Batman, Kharpurt i Kummukh o Commagena van passar a Assíria abans del 736 aC.
Sargon II d'Assíria considerant que el regne de Kammanu era poc segur, el va envair, va destruir la seva capital, Melid, i va donar una part del seu territori a Kummukh i l'altra es va convertir en província assíria. Cap a l'any 707 aC el rei Mutallu (Muwatal·lis) de Kummukh després de rompre amb els assiris i tornar a l'aliança d'Urartu (708 aC) va ser deposat per Sargon II, i tot el regne incorporat a Assíria.

## Reis
- Kali-Teshub (Sarupi o Irrupi) cap al 1120 aC
- Kili-Teshub el 1115 aC
- Shadi-Teshub després de 1115 aC
- Katuzilu (Hattusil) entre el 870 aC i el 855 aC
- Kustashpi o Kundashpi potser el 854 aC
- Uspilulume vers 810 aC-770 aC
- Kushtashoi o Kushtashpi (Kastashpili) entre el 750 aC i el 732 aC aproximadament
- Mutallu o Muwatal·lis des del 732 aC fins al 707 aC.